# Angelo Romani
Angelo Romani   (Pesaro, 12 d'abril de 1934 - Milà, 8 de gener de 2003) fou un nedador italià, especialista en estil lliure, que va competir durant la dècada de 1950.
Durant la seva carrera esportiva va prendre part en tres edicions dels Jocs Olímpics d'Estiu, el 1952, 1956 i 1960. Els millors resultats els va obtenir el 1956, quan fou setè en els 4×200 metres lliures i vuitè en els 400 metres lliures.
En el seu palmarès destaquen dues medalles de plata al Campionat d'Europa de natació, el 1954 en els 400 metres lliures i el 1958 en els 4×200 metres lliures. També va guanyar tres medalles de plata i una de bronze als Jocs del Mediterrani de 1951 i 1955 i setze campionats nacionals individuals entre 1952 i 1957.